# Golpe de Estado en Panamá de 1931
El Golpe de Estado o Revolución de 1931 fue un movimiento armado que tuvo lugar en la capital de Panamá en la madrugada de 2 de enero de aquel año, cuando un grupo de jóvenes del movimiento Acción Comunal derrocó al presidente Florencio Harmodio Arosemena (1928-1931). Acción Comunal era una organización semiclandestina nacionalista formada por ingenieros, médicos, abogados y burócratas. El grupo reflejaba amplio descontento entre los profesionales panameños con el hecho de que funcionarios estadounidenses ocupaban los puestos de administración del Canal de Panamá.
Durante la noche, el movimiento capturó el telégrafo y la central telefónica para impedir un contacto inmediato del gobierno con los militares estadounidenses en busca de refuerzos. De esa manera, bloqueó las alternativas para una rápida respuesta externa. Hubo fuertes combates en el Palacio de las Garzas, sede de la presidencia, que fue capturado por la mañana. La acción fue liderada por Arnulfo Arias Madrid y se valió de armas que habían sido aprehendidas antes en cuarteles de la policía. Diez personas murieron en los enfrentamientos.
Tras la captura del palacio, empezaron las negociaciones para la renuncia del presidente, con la intervención del embajador de los Estados Unidos en Panamá, Roy Tasco Davies, y la formación de un nuevo gobierno. Al final del día, Arosemena renunció ante la Corte Suprema de Justicia. Arias Madrid prometió a los Estados Unidos que sus intereses en Panamá no serían perjudicados y el país no condenó la acción de manera pública.

## Antecedentes
Acción Comunal había sido creada en agosto de 1923. Entre sus líderes se destacaban Ramón E. Mora, Germán Gil Guardia, Víctor F. Goytia, Rubén D. Conte, Harmodio Arias Madrid, José Pezet y José Manuel Quirós. En las elecciones de 1924, conquistó un escaño en la Asamblea Nacional panameña a través del Centro Demócrata, con el abogado Harmodio Arias Madrid. 
En 1925, grupos organizados en la Liga de Inquilinos y Subsistencias realizaron protestas contra los costes de alquileres y hubo violentos enfrentamientos con la policía en 10 de octubre. El entonces presidente Rodolfo Chiari (1924-1928) declaró amenazada la estabilidad de su gobierno y pidió una intervención militar estadounidense. Dos días más tarde, 600 militares de la zona del canal ingresaron en la Ciudad de Panamá para reprimir a los manifestantes.
Arosemena había tomado posesión el 1 de octubre de 1928 para continuar el gobierno de Chiari, industrial liberal que organizó un partido de carácter personalista. El expresidente pasó a ser el poder real detrás de la silla presidencial, pues la mayoría del gabinete de Arosemena respondía a sus directrices y en ocasiones las decisiones políticas eran contrarias a la voluntad del presidente.

## Gobierno Arosemena
A Arosemena le correspondió dirigir el país en la época de la Gran Depresión del año 1929, cuando tomó medidas impopulares. A pesar de la crisis económica, realizó diversas obras de interés económico, social y fiscal, entre las que se destacan la ampliación de la Escuela de Artes y oficios, el impulso a la agricultura, la inauguración del ferrocarril de Chiriqui, la finalización de la construcción del estadio Nacional, el comienzo del hospital José Domingo de Obaldia y la aprobación de la ley que protegía a las trabajadoras embarazadas de despidos o separación de su empleo ocho semanas antes del parto.

#### Política criolla y acusaciones de corrupción
Durante gran parte del siglo XX, la política criolla panameña estuvo enmarcada por el interés de la élite, que en función del poder político aseguraba réditos económicos. El gobierno de Arosemena fue acusado de actos de corrupción y había continuado una práctica anterior de contratar a extranjeros para la administración pública nacional, en perjuicio de los profesionales panameños. A eso se sumaban medidas económicas impopulares y falta de apoyo político que facilitaron el golpe.

## Estados Unidos
A pesar de tener el respaldo del artículo VII del tratado Hay-Bunau Varilla y de la Constitución Nacional que le permitían una intervención armada, Estados Unidos no intervino con fuerzas militares. Con todo, exigió una salida constitucional a la crisis, lo que se hizo nombrando a Ricardo J. Alfaro, jurista diplomático y político, como presidente.  
Como Alfaro se encontraba en los Estados Unidos en cargo diplomático, antes de renunciar Arosemena nombró a Harmodio Arias Madrid como secretario de Gobierno y Justicia y encargado provisional del ejecutivo. Harmodio era hermano mayor de Arnulfo Arias Madrid. Acción Comunal protegió a las compañías y bancos norteamericanos para evitar ataques contra estos comercios. 

## Consecuencias
El golpe de 1931 fue el primer levantamiento armado en la historia republicana de Panamá. Con la entrada al poder de Ricardo J. Alfaro, la unidad de Acción Comunal empezó a desmoronarse por las aspiraciones políticas y personales de algunos de sus miembros. La falta de ideología y de un programa de gobierno facilitaron su división, como se vio en la campaña electoral de 1932, cuando el grupo se partió en tres corrientes: una apoyando a Harmodio Arias, otra a Víctor Florencio Goytia y otra que se mantuvo neutral.